# Lawinenauslösung mit dem Hubschrauber
Die Lawinenauslösung mit dem Hubschrauber ist neben der Lawinenauslösung von Hand die noch immer am häufigsten angewendete Methode zur Lawinenauslösung in den Alpen. Besonderer Vorteil der Lawinenauslösung mit dem Hubschrauber ist es, dass die Anrisszone der Lawine individuell und nach der jeweiligen Situation ausgewählt und der Auslöseerfolgt damit vergrößert werden kann.

## Allgemeine Voraussetzungen
Die Voraussetzungen für die Lawinenauslösung mit dem Hubschrauber sind je nach Land unterschiedlich. Beispiele sind ein zugelassener Hubschrauber (z. B. mit Doppelturbine und/oder künstlichem Horizont), speziell ausgebildetes Personal sowie die Anwesenheit eines Ortskundigen im Hubschrauber. Weiterhin gibt es Genehmigungen für Sprengarbeiten vom Hubschrauber bzw. Zündung mit Gasgemischen, bei der Sprengstoff oder Zündeinrichtungen für Gasgemische zugelassen sind. Es ist folgendes zu beachten:
- Transportkörbe bzw. -netze an den Kufen entfernt (bei Abwurf/Abseilen von Sprengstoff aus dem Hubschrauber)
- Zustimmung zum Einsatzflug durch Lawinenkommission oder Behörde etc.
- Einsatzstellen für die Lawinenauslösung müssen vor dem Flug festgelegt werden.
- Während des Fluges muss eine Kommunikation aller Personen untereinander möglich sein (z. B. über das Bordkommunikationssystem Intercom).
- Während des Fluges muss eine Kommunikation des Einsatzleiters (z. B. Sprengberechtigten) mit allen Absperrposten und anderen beteiligten Personen am Boden möglich sein.
- Es dürfen sich keine Personen im Ausschüttungsbereich der Lawine bzw. dem Streu- und Druckwirkungsbereich aus der Detonation bei Sprengstoff befinden (Informationsrunde fliegen).
- Die Lawinenauslösung hat bei langsamem, gleichmäßigem Flug und einzeln zu erfolgen, um eine sichere Auslösung zu gewährleisten.

Zu Auslösepunkthöhe, Sprengstoffe und Sprengstoffmenge sowie Zündung des Sprengstoffes bzw. Gasgemisches siehe: Lawinenauslösung durch Sprengstoff und Künstliche Lawinenauslösung.

## Anordnungsbefugnis und Haftung
Die Anordnung eines Einsatzes zur Lawinenauslösung für einen bestimmten Bereich trifft in der Regel die Lawinenkommission oder eine ähnliche Einrichtung. Ein Sprengberechtigter, Seilbahnunternehmen, Straßenaufsicht etc. ist grundsätzlich nicht von sich aus befugt, Lawinensprengungen vorzunehmen.
Im Hinblick auf die erteilte Durchführung von Sprengarbeiten selbst hingegen, ist alleine der Sprengberechtigte verantwortlich und anordnungsberechtigt. Er bestimmt, wie der Sprengstoff und Zündmittel von wem transportiert werden, wie viel Sprengstoff eingesetzt wird, wo die entsprechende Ladung abgeworfen bzw. zur Detonation gebracht wird, wie die Absperr- und Sicherungsmaßnahmen vorzunehmen sind, welche Personen ihn begleiten und wer die Sprengladung zündet etc. Für den Einsatz dieses Systems ist in Österreich eine Sprengbefugtengenehmigung mit Spezialausbildung zum Lawinensprengen vom Hubschrauber aus erforderlich.
In Bezug auf alle flugtechnischen Anordnungen ist ausschließlich der Pilot anordnungsbefugt. Er kann z. B. auch den sofortigen Abwurf aller Sprengladungen anordnen oder die Auslösevorrichtung durch Gasgemischzündung einfach abwerfen.

## Lawinenauslösung mit Sprengstoff

### Vorgangsweise und Voraussetzungen
Eine Einsatzmöglichkeit besteht nur bei guter Sicht und bei einem sicheren Zugang zum Startplatz.
Die Einzelladung pro Sprengung beträgt in der Regel etwa 4 bis 10 kg. Die Ladung wird größer gewählt, wenn die Gefahr besteht, dass die Sprengladung im Schnee einsinkt und dadurch ein maßgeblicher Teil der Detonationswirkung entfällt.
Um die Gefahr von Blindgängern zu minimieren, können/müssen die Wurfladungen mit zwei Zündmittel (zwei Sprengkapseln, zwei Sicherheitszündschnüre) versehen werden (redundante Zündung). Bei der Verwendung von Abreißanzündern sind die Schutzkappen während des Transports im Helikopter anzubringen, so dass eine zufällige Zündung sicher ausgeschlossen ist. Anreißanzünder müssen für die Verwendung im Hubschrauber rüttelfest sein. Die gewählte Länge der Sicherheitszeitzündschnur muss gewährleisten, dass nach Abwurf einer Sprengladung der Hubschrauber einen sicheren Ort erreichen kann, bevor die Ladung zündet. Sprengladungen sind immer abzuwerfen, auch dann, wenn scheinbar die Zündung nicht erfolgt ist oder die Wirksamkeit der Zündung nicht sicher erkennbar ist.
Die Sprengladung kann an einem Seil gesichert sein, dann können mögliche Versager aus dem Lawinenhang wieder eingeholt werden. Dieses kontrollierte Absenkung von Sprengladungen und damit die Anwendung von optimierter Oberflächen- oder Überschneesprengungen wird aus Sicherheitsgründen z. B. in Österreich nicht mehr verwendet.
Falls der Sprengstoff abgeworfen wird, darf dieser nicht unkontrolliert am Hang abgleiten, bevor er zündet. Die Sprengstoffpatronen werden hierzu z. B. kreuzweise mit zwei Holzspießen durchbohrt, so dass der Sprengstoff an der schrägen Schneeoberfläche liegen bleibt.
Hubschrauberpilot und Sprengbefugter müssen unter Umständen eine Spezialausbildung haben. In Österreich ist dabei z. B. eine Grundausbildung und alle fünf Jahre eine Nachschulung erforderlich.

### Versagerbeseitigung

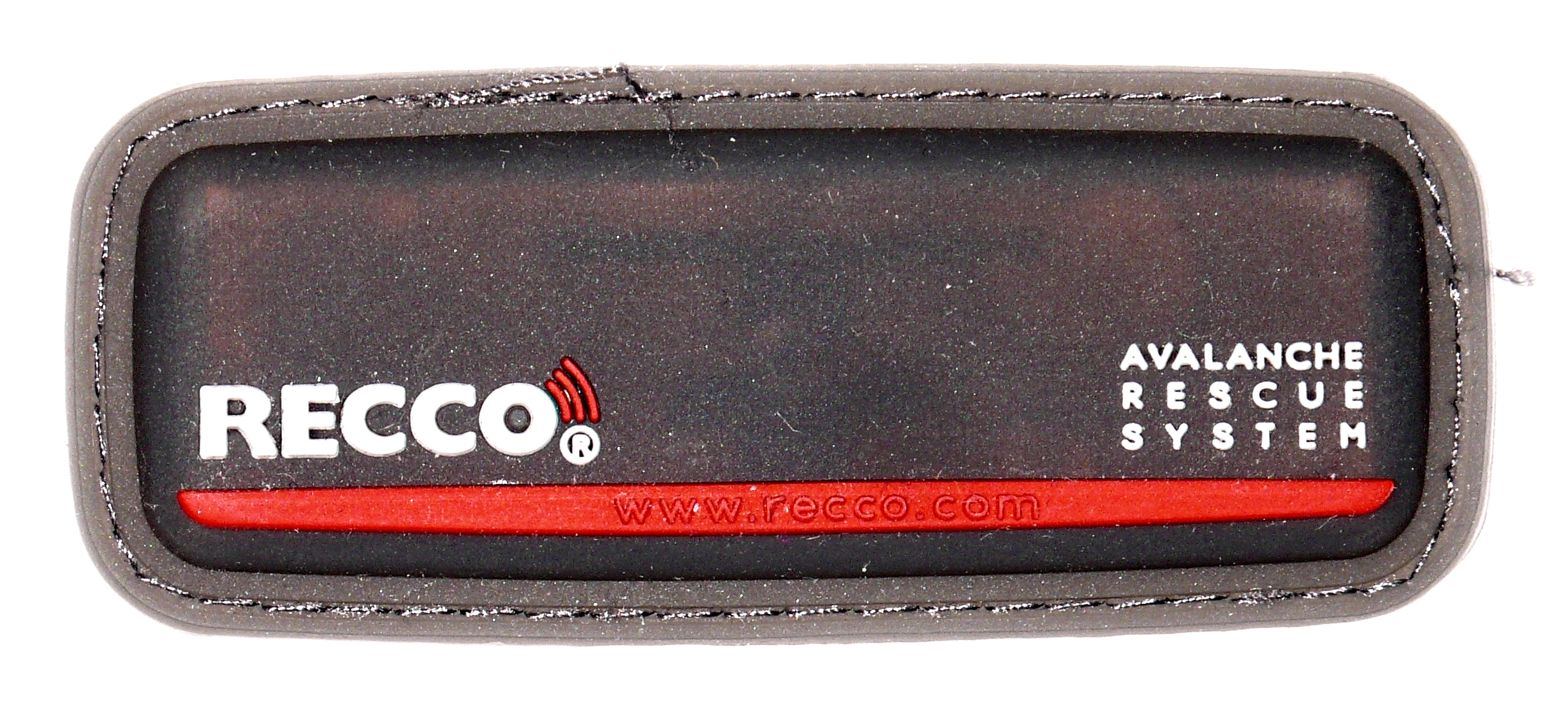
RECCO-Streifen

Um Versager (Blindgänger) leichter auffinden zu können, können die Sprengstoffe mit einem RECCO-Streifen ausgestattet werden. Versager sind jedenfalls schnellstmöglich zu bergen. Dabei muss jedoch eine Mindestwartezeit eingehalten werden (in Österreich z. B. 15 Minuten nach dem Zünden bis zur Bergung).
Versagerbeseitigung (Sprengstoff) mit dem Hubschrauber ist eine besonders diffizile Außenaufgabe, da der oder die bergenden Personen an einem Seil unter dem Hubschrauber hängen. Dazu ist grundsätzlich nur ein Hubschrauber einzusetzen, welcher der Verordnung (EU) 379/2014 entspricht. Ein Aushängen zur Versagersuche an der Bergestelle ist dabei gefährlich und auch in manchen Ländern untersagt, da jederzeit mit einem Lawinenabgang zu rechnen ist.
Die an einer Sprengladung befindlichen Zeitzündschnüre müssen unmittelbar nach der Bergung nahe dem Sprengstoff abgeschnitten werden, um eine Nachzündung sicher zu verhindern.

## Lawinenauslösung durch Gasgemischzündung
Die Auslösung von Lawinen durch Gasgemischzündungen mittels Vorrichtungen, die am Hubschrauber angehängt werden, hat grundsätzlich nach der Anleitung des Herstellers des Gerätes zu erfolgen. Es sind derzeit zwei Geräte im Praxiseinsatz: Daisybell und Avalanche Blast.

### Allgemeines
Beide Systeme funktionieren nach einem ähnlichen Prinzip, es wird eine Wasserstoff/Sauerstoff-Mischung (Knallgas) vor Ort an der potentiellen Lawinenanrisszone etwa  bis 5 Meter oberhalb der Schneedecke zur Zündung gebracht. Durch die Druckwelle kann, wie bei Verwendung von Sprengstoff, eine Lawine ausgelöst werden.

### Systemvorteile
Das System mit Gasgemischzündung hat Vorteile gegenüber der Lawinenauslösung mit Sprengstoff, zum Beispiel einfache Gaslagerung, keine Manipulation mit Sprengstoffen erforderlich, in der Regel keine spezifische Ausbildung oder Zulassung für den Einsatz erforderlich, Installation und Verwendung auch an extrem schwer zugänglichen Orten möglich, Zündung oberhalb der Schneedecke, daher Druckwelle auf die Schneedecke, keine Blindgänger, Fernzündung (Sicherheit für Bedienpersonal), einfache und kostengünstige Handhabung und sehr kurze Auslösefolgen.

### Daisybell
Beim System Daisybell® hängt eine etwa 600 kg schwere glockenförmige Einrichtung mit Gasflaschen an einem etwa 20 bis 30 Meter langen Seil unter dem Hubschrauber. Die Zündung des Wasserstoff-/Sauerstoff-Gasgemisches erfolgt möglichst knapp über der Schneedecke (ideal 0,5 bis 5 Meter). Die Distanz zwischen der glockenförmigen Einrichtung und der Schneedecke wird über Laserabstandsmessung erfasst und so die richtige Auslöseposition ermittelt und in den Hubschrauber gemeldet. Die Befüllung der Zündglocke mit dem Wasserstoff und Sauerstoff erfolgt erst vor dem unmittelbaren Einsatz vor Ort und wird auch unmittelbar nachdem die Betriebsbereitschaft angezeigt wird, automatisch gezündet.
Alle Arbeitsvorgänge werden vom Hubschrauber aus gesteuert. Zwischen der Freigabe und der Zündung liegen weniger als 10 Sekunden. Mit einer Einheit können etwa 50 bis 55 Auslösungen vorgenommen werden, wobei es nur sehr geringe Wartezeit zwischen zwei aufeinanderfolgenden Schüssen gibt. Die entstehende Druckkraft sei vergleichbar mit einem 0,8 m³ Gazex-Zündrohr.

### Avalanche Blast
Beim System Avalanche Blast wird durch ein Wasserstoff-/Sauerstoff-Gemisch ein Latex-Ballon mit einem Durchmesser von etwa 1,2 bis 1,6 Meter aufgeblasen und gezündet. Die Zündung des Wasserstoff-/Sauerstoff-Gasgemisches erfolgt möglichst knapp über der Schneedecke (0,5 bis 3 Meter). Es können bis zu elf Zündungen hintereinander durchgeführt werden.
Das System wurde von Werner Greipl als Prototyp und von der Firma Elikos in Gröden im Winter 2003/2004 zur Serienreife gebracht.

## Vorteile und Nachteile

### Vorteil
Besonderer Vorteil der Lawinenauslösung mit dem Hubschrauber ist es, dass die Anrisszone der Lawine individuell und nach der jeweiligen Situation ausgewählt und der Auslöseerfolg damit vergrößert werden kann. Es kann auch, wenn eine Lawine nicht abgeht, sehr rasch nochmals ein Auslöseversuch in der Nähe gestartet werden.

### Nachteil
Flugwetter und gute Sicht müssen gegeben sein. Dadurch ist es teilweise nicht möglich, die Lawinengröße durch frühzeitiges auslösen zu begrenzen (z. B. während des Schneefalls).
Die Flugstunde mit einem Hubschrauber ist relativ teuer. Dennoch ist die Lawinenauslösung mit dem Hubschrauber neben der Lawinenauslösung von Hand die noch immer am häufigsten angewendete Methode. Es ist jedoch davon auszugehen, dass in wenigen Jahren eine Lawinenauslösung mit Drohnen die bemannten Hubschrauberflüge fast gänzlich ablösen werden.
Nachteil der Lawinenauslösung vom Hubschrauber durch Abwurf des Sprengladung ist, dass die Sprengladung auf der Schneedecke zum Liegen kommt oder in der weichen Schneedecke einsinkt und nicht, wie es optimal wäre, 0,5 bis 3 Meter über der Schneedecke detoniert.

## Detektion
Ob die Detonation und der Auslöseerfolg und in welchem Umfang und an welcher Sprengstelle/Zündstelle eingetreten ist, muss jeweils überprüft (Sichtkontrolle) und dokumentiert werden. Unter Umständen ist auch die Lawinenkommission oder Behörde über den Erfolg der Lawinenauslösung zu informieren.
Werden Sprengladungen in einer Serie abgeworfen, so sind die Zeitzündschnüre so zu bemessen, dass kontrolliert werden kann, ob alle Sprengladungen detoniert sind.